# Elisabeth Møller Jensen
Elisabeth Johanne Møller Jensen (født 31. december 1946 i Lemvig) er kønsforsker, forfatter og var fra 1990 til 2014 direktør for KVINFO. Hun er uddannet mag.art i Nordisk sprog og litteratur fra Århus Universitet, 1984. Hun er redaktør af Forum. Møller Jensen var stifter af Kvindeligt Selskab 1991. Endvidere sidder hun i bestyrelsen for George Brandes Selskabet.

## Udgivelser
- Nordisk Kvindelitteraturhistorie, bind 1 -5 (redaktør)

## Udmærkelser
- 1993: HKs Ligestillingspris
- 1994: Lis Jacobsen-prisen for sin indsats som hovedredaktør på Nordisk Kvindelitteraturhistorie
- 2004: Tagea Brandts Rejselegat
- 2006: Ridder af Dannebrog

## Eksterne referencer
1. ↑  Om Elisabeth Møller Jensen Arkiveret 2. august 2017 hos  Wayback Machine i Kvinfos ekspertdatabase

- Elisabeth Møller Jensen i Dansk Kvindebiografisk Leksikon på Lex.dk, tidl. Kvinfo.dk
- Om Elisabeth Møller Jensen Arkiveret 1. februar 2014 hos  Wayback Machine på Den Store Danske
- Om Elisabeth Møller Jensen Arkiveret 2. januar 2014 hos  Wayback Machine på eige.europa.eu